# Ludmyła Aksionowa
Ludmyła Wasyliwna Aksionowa; ukr. Людмила Василівна Аксьонова; ros. Людмила Васильевна Аксёнова, Ludmiła Wasiljewna Aksionowa (ur. 23 kwietnia 1947 w Sewastopolu) – ukraińska lekkoatletka specjalizująca się w biegach sprinterskich, uczestniczka letnich igrzysk olimpijskich w Montrealu (1976), brązowa medalistka olimpijska w biegu sztafetowym 4 × 400 mmetrów. Podczas swojej kariery reprezentowała Związek Socjalistycznych Republik Radzieckich.

## Sukcesy sportowe
- mistrzyni ZSRR w biegu na 400 metrów – 1976[1]

| Rok  | Miasto     | Zawody                    | Konkurencja                                       | Wynik                  |
| ---- | ---------- | ------------------------- | ------------------------------------------------- | ---------------------- |
| 1971 | Sofia      | Halowe mistrzostwa Europy | sztafeta 4 × 1 okrążenie sztafeta 4 × 2 okrążenia | złoty medal            |
| 1972 | Grenoble   | Halowe mistrzostwa Europy | sztafeta 4 × 2 okrążenia                          | srebrny medal          |
| 1975 | Katowice   | Halowe mistrzostwa Europy | sztafeta 4 × 2 okrążenia bieg na 400 m            | złoty medal 4. miejsce |
| 1976 | Monachium  | Halowe mistrzostwa Europy | bieg na 400 m                                     | 4. miejsce             |
| 1976 | Montreal   | Igrzyska olimpijskie      | sztafeta 4 × 400 m                                | brązowy medal          |
| 1977 | Düsseldorf | Puchar świata             | sztafeta 4 × 400 m                                | 3. miejsce             |

## Rekordy życiowe
- bieg na 400 metrów – 51,27 – Kijów 24/06/1976[2]